# Ханжонкове
Ханженкове — селище на території Совєтського району м. Макіївка (Донецька область). Населення - близько 40 тисяч мешканців.

## Історія

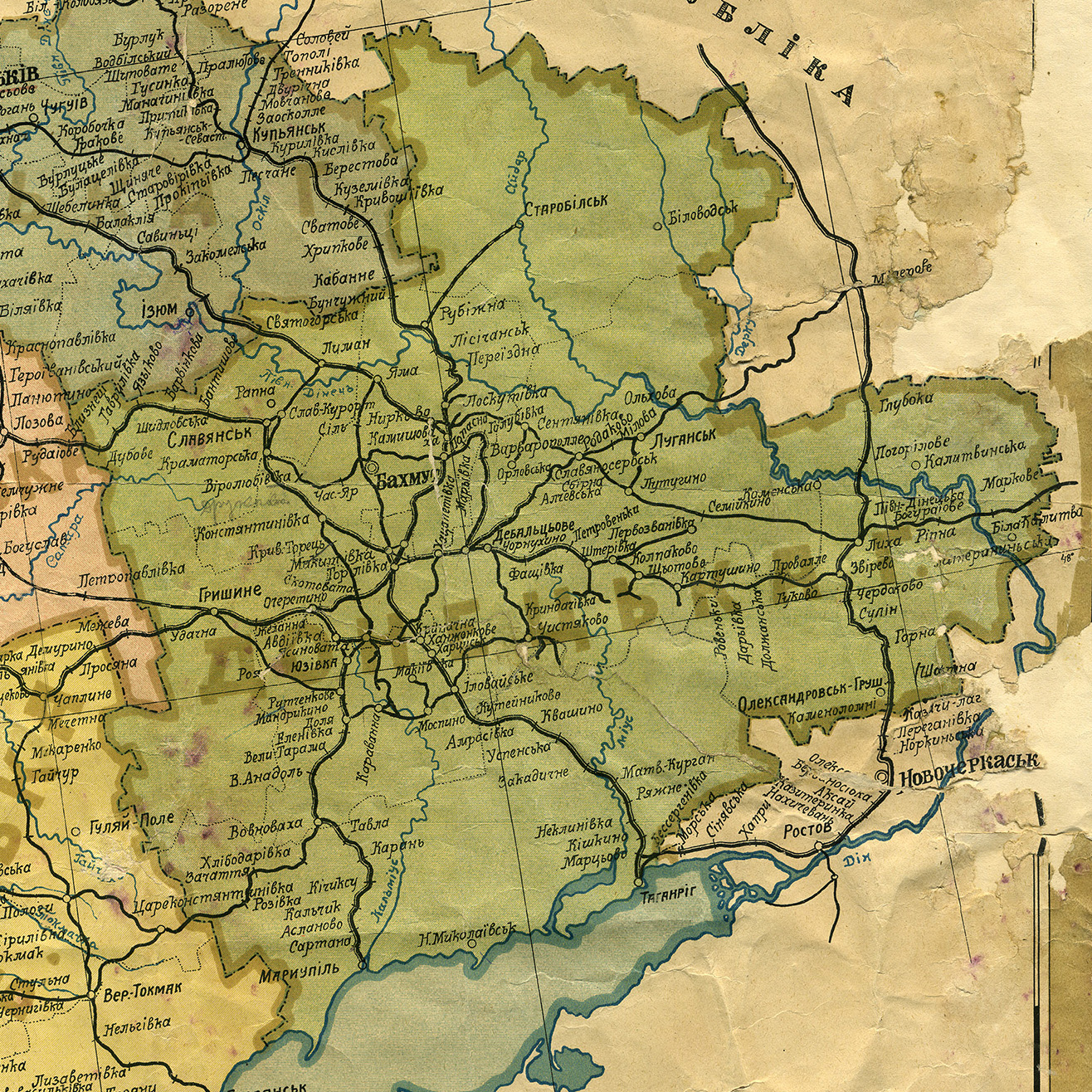
Ханжонкове на мапі Донецької губернії 1922 р.

19 березня 1939 року на шахті № 13-біс тресту «Совєтскуголь» стався вибух. Загинуло 95 шахтарів. Слідство звинуватило у диверсії 10 співробітників тресту та шахти: начальник технічного відділу тресту Михайло Васильчиков, головний інженер тресту Олександр Жиров, головний механік тресту Іван Примаков, заступник завідувача шахти Олександр Ілліних, заступник головного інженера шахти Кузьма Мірошниченко, начальник вентиляції шахти Павло Ясєнєв, головний механік шахти Василь Іванов, начальник дільниці шахти Федір Піддубний, а також Семен Михайленко та доктор технічних наук, професор, завідувач кафедри збагачення корисних копалин Донецького індустріального інституту Еммануїл Меллер.
В роки Великого терору понад 200 мешканців та уродженців Ханженкового були піддані репресіям
В роки Другої світової війни до лав Червоної армії було призвано та загинули близько 250 бійців.

### Втрата статусу окремого населеного пункту
Станом на 1947 рік Ханженкові було окремим селищем у складі м. Макіївка.
Станом на 1974 рік у Макіївці існує Совєтський район у складі 4 селищних (Нижньокринська, Грузько-Зорянська, Пролетарська та Криничанська) та 1 сільської (Вєрхньокринська) рад. Ханженкове як окремий населений пункт уже не значиться. Ханженкове втратило статус окремого населеного пункту між 1950 та 1952 роками.

## Населення

### Перепис 1926 року
За переписом 1926 року у Ханженкові проживало 2129 осіб.

Розподіл населення за етнічною приналежністю:
- Росіяни — 1182
- Українці — 752
- Татари — 49
- Вірмени — 34
- Німці — 22
- Білоруси — 15
- Поляки — 12
- Євреї — 7
- Греки — 1

Розподіл населення за рідною мовою
- Російська — 1510
- Українська — 457
- Вірменська — 53
- Татарська — 47
- Німецька — 28
- Польська — 9
- Їдиш — 3
- Білоруська — 3
- Грецька — 1[5]

## Кладовища
Продовжують діяти два кладовища: Татарське та Собачовка.

## Культові споруди
Православна церква у Ханженкові зʼявилася у 1901—1904 роках. Молитовний дім переобладнали із житлового будинку. Освячений на честь святителя та чудотворця Миколая. Будівлю храму знищили у 1950-х роках.
Метричні книги зберігали у Державному архіві Донецької області (фонди 406, 408).

## Заклади освіти
З 1894 року діяла церковно-парафіяльна школа, заснована священиком Андрієм Івановим.

## Визначні місця
- Могила кавалера Ордену Червоної зірки, молодшого сержанта радянської армії Фердината Хадєєва (13.10.1964 — 15.02.1985, Карамугуль, Афганістан) — татарське кладовище[7].
- Братська могила 100 невідомих воїнів Червоної армії[8] — кладовищі Собачівка. Могила облаштована памʼятником у 1965 р. у радянському стилі.
- Братська могила 9 невідомих воїнів Червоної армії[9] — парк поблизу Будинку культури (вулиця Гаврилова, 4).